# Firelord (comics)
Pour les articles homonymes, voir Firelord.
Pyreus Kril, alias Firelord est un super-héros évoluant dans l'univers Marvel de la maison d'édition Marvel Comics. Créé par le scénariste Gerry Conway et le dessinateur John Buscema, le personnage de fiction apparaît pour la première fois dans le comic book Thor (vol. 1) #225 en juillet 1974.
Il est connu pour être l'un des anciens hérauts de Galactus.

## Biographie du personnage

### Origines et parcours
Pyreux Kril est un Xandarien qui a officié au sein du Nova Corps sous le commandement de son ami Gabriel Lan. 
Quand ce dernier est enlevé par Galactus, Kril prend sa place et se lance à sa recherche. Gabriel Lan devient Air-Walker, et Kril accepte de servir Galactus à sa mort, devenant ainsi le flamboyant Firelord. Il le sert avec brio jusqu'à ce qu'il lui demande sa liberté. Galactus accepte, à la condition que Firelord lui trouve un nouveau héraut. Il voyage jusque sur la Terre, où Thor lui offre le corps du Destructeur. Firelord reprend ensuite sa liberté.
Abusé par le shi'ar Davan Shakari (Eric le rouge), il affronte les X-Men,.
Avec l'aide de son ami Starfox, il explore le cosmos à la recherche de la pirate Nébula. Garthan Saal, alias Super-Nova, est également à la recherche de Nébula et capture les deux amis pour leur soutirer des informations. Starfox s'échappe et prévient les Vengeurs mais le vilain le suit sur Terre. Saal est finalement vaincu par l’alliance des Vengeurs et des Quatre Fantastiques.
Firelord connaît d'autres aventures, notamment avec le Surfer d'Argent et Thor.
Un jour sur Terre, il est attaqué par des ouvriers qui le prennent pour un mutant. L'extraterrestre se défend et est prêt à tuer ses agresseurs mais Spider-Man intervient et l'affronte jusqu'à l'arrivée des Vengeurs,.

### Anihiliation
Lors du crossover Annihilation, Firelord affronte l'armée d'Annihilus avec deux autres hérauts, Red Shift et Stardust.
Dans un combat contre Extirpia, l'une des Reines du vilain, il est laissé pour mort. Quand l'infirmerie où se trouve son corps est détruite par le combat opposant Ravenous et Ronan l'Accusateur, il se réveille de son profond coma, ressuscitant même le Super-Skrull.
À la fin de la guerre, Firelord se lance dans une longue mission où il jure de retrouver tous les Centurions d'Annihilus, pour venger les morts de Xandar.

## Pouvoirs, capacités et équipement
Comme tous les hérauts de Galactus, Firelord est doté d'une fraction du pouvoir cosmique de Galactus, que celui-ci lui a octroyé quand il est devenu son héraut.
- Grâce au Pouvoir cosmique, Firelord peut voler à travers l'espace, n'a pas besoin de se nourrir ni de respirer, et possède une force et une endurance hors du commun.
- Son pouvoir se manifeste sous la forme d'une aura enflammée.
- Il peut canaliser l'énergie et la relâcher sous la forme de puissants jets de flammes, à travers son bâton. Son bâton n'est toutefois pas indispensable. On l'a aussi vu utiliser son bâton pour guérir les blessures d'autrui, ou même convertir la matière selon ses désirs.

## Versions alternatives
En 1994, durant le 31e siècle de la réalité alternative nommée Terre-691, Firelord, aidé des Gardiens de la Galaxie, affronte les émissaires d'Ubiquitor.
En 2007, il apparaît dans la réalité alternative de Marvel Zombies où il fait partie des super-héros transformés en zombies,.

## Apparitions dans d'autres médias

### Jeu vidéo
Firelord apparaît dans le jeu vidéo Silver Surfer (en) (1990) où le joueur est aux commandes du Surfer d'argent, l'un des boss du jeu étant Firelord.

### Télévision
Firelord apparaît dans la série télévisée d'animation The Super Hero Squad Show (2010), dans les épisodes « Last Exit Before Doomsday » et « This Al Dente Earth ». Dans cette histoire, Galactus décide de se nourrir de la Terre, et ses hérauts doivent préparer la planète avant l'arrivée de leur maître.